# Wahlkreis Pas-de-Calais XI
Der Wahlkreis Pas-de-Calais XI ist seit 1986 ein Wahlkreis (circonscription électorale) für die französische Nationalversammlung.

## Von 1986 bis 2010

### Wahlkreisgebiet
- Gesetz vom 24. November 1986[1] – Der Wahlkreis umfasst 5 Kantone: Cambrin, Carvin, Laventie, Nœux-les-Mines und Wingles.

### Ergebnisse

#### Parlamentswahl 1997
| Kandidaten                  | Kandidaten            | Parteien                                  | 1. Wahlgang | 1. Wahlgang | 2. Wahlgang | 2. Wahlgang |
| Kandidaten                  | Kandidaten            | Parteien                                  | Stimmen     | %           | Stimmen     | %           |
| --------------------------- | --------------------- | ----------------------------------------- | ----------- | ----------- | ----------- | ----------- |
|                             | Marcel Cabiddugewählt | SOC – Parti socialiste                    | 17.304      | 28,2        | 34.412      | 100,0       |
|                             | Rémy Auchedé          | PCF – Parti communiste français           | 17.028      | 27,7        |             |             |
|                             | Éric Iorio            | FN – Front national                       | 10.112      | 16,5        |             |             |
|                             | Dominique Josien      | UDF – Union pour la démocratie française  | 9.585       | 15,6        |             |             |
|                             | Joseph Pasquier       | ECO – Les Verts                           | 3.499       | 5,7         |             |             |
|                             | Frédéric Scheers      | EXG – Lutte Ouvrière                      | 2.317       | 3,8         |             |             |
|                             | René Beaugrand        | DVD – La Droite indépendante (MPF – CNIP) | 1.591       | 2,6         |             |             |
| Gesamt                      | Gesamt                | Gesamt                                    | 61.436      | 100         | 34.412      | 100         |
|                             |                       |                                           |             |             |             |             |
| Ungültige Stimmen           | Ungültige Stimmen     | Ungültige Stimmen                         | 3.319       | 5,1         | 16.334      | 32,2        |
| Wähler                      | Wähler                | Wähler                                    | 64.755      | 74,2        | 50.746      | 58,1        |
| Wahlberechtigte             | Wahlberechtigte       | Wahlberechtigte                           | 87.309      |             | 87.316      |             |
|                             |                       |                                           |             |             |             |             |
| Quelle: Assemblée nationale |                       |                                           |             |             |             |             |

#### Parlamentswahl 2002
| Kandidaten                                                            | Kandidaten                 | Parteien                                                   | 1. Wahlgang | 1. Wahlgang | 2. Wahlgang | 2. Wahlgang |
| Kandidaten                                                            | Kandidaten                 | Parteien                                                   | Stimmen     | %           | Stimmen     | %           |
| --------------------------------------------------------------------- | -------------------------- | ---------------------------------------------------------- | ----------- | ----------- | ----------- | ----------- |
|                                                                       | Marcel Cabiddugewählt      | SOC – Parti socialiste                                     | 16.404      | 30,2        | 32.078      | 69,0        |
|                                                                       | Éric Iorio                 | FN – Front national                                        | 10.047      | 18,5        | 14.390      | 31,0        |
|                                                                       | Myriam Wonterghem Billiaux | UMP – Union pour la majorité présidentielle                | 7.322       | 13,5        |             |             |
|                                                                       | Rémy Auchedé               | COM – Rassemblement communiste républicain (PCF Dissident) | 6.303       | 11,6        |             |             |
|                                                                       | Annie Delannoy Jumez       | UDF – Union pour la démocratie française                   | 4.899       | 9,0         |             |             |
|                                                                       | Muriel Dutrieu             | COM – Communistes                                          | 1.750       | 3,2         |             |             |
|                                                                       | Jacques Switalski          | VEC – Les Verts                                            | 1.423       | 2,6         |             |             |
|                                                                       | Régis Scheenaerts          | LO – Lutte Ouvrière                                        | 1.229       | 2,3         |             |             |
|                                                                       | Chantal Creton             | CPNT – Chasse, pêche, nature et traditions                 | 960         | 1,8         |             |             |
|                                                                       | Cathy Burgeat              | DIV – Le Trèfle                                            | 902         | 1,7         |             |             |
|                                                                       | Séverine Duval             | LCR – Ligue communiste révolutionnaire                     | 835         | 1,5         |             |             |
|                                                                       | Marcel Part                | MNR – Mouvement national républicain                       | 644         | 1,2         |             |             |
|                                                                       | Bernadette Dury            | MPF – Mouvement pour la France                             | 611         | 1,1         |             |             |
|                                                                       | David Masson               | DVD – Parti blanc                                          | 573         | 1,1         |             |             |
|                                                                       | Catherine Lebrun           | ECO – Mouvement écologiste indépendant                     | 304         | 0,6         |             |             |
|                                                                       | Éliane Stegner             | ECO – Génération écologie                                  | 182         | 0,3         |             |             |
| Gesamt                                                                | Gesamt                     | Gesamt                                                     | 54.388      | 100         | 46.468      | 100         |
|                                                                       |                            |                                                            |             |             |             |             |
| Ungültige Stimmen                                                     | Ungültige Stimmen          | Ungültige Stimmen                                          | 1.835       | 3,3         | 5.205       | 10,1        |
| Wähler                                                                | Wähler                     | Wähler                                                     | 56.223      | 61,2        | 51.673      | 56,2        |
| Wahlberechtigte                                                       | Wahlberechtigte            | Wahlberechtigte                                            | 91.864      |             | 91.864      |             |
|                                                                       |                            |                                                            |             |             |             |             |
| Quellen: Innenministerium, Ergebnis – Assemblée nationale, Kandidaten |                            |                                                            |             |             |             |             |

#### Parlamentswahl 2007
| Kandidaten               | Kandidaten                | Parteien                                                      | 1. Wahlgang | 1. Wahlgang | 2. Wahlgang | 2. Wahlgang |
| Kandidaten               | Kandidaten                | Parteien                                                      | Stimmen     | %           | Stimmen     | %           |
| ------------------------ | ------------------------- | ------------------------------------------------------------- | ----------- | ----------- | ----------- | ----------- |
|                          | Odette Duriezgewählt      | SOC – Parti socialiste                                        | 18.476      | 33,6        | 32.595      | 61,7        |
|                          | Myriam Wonterghem         | UMP – Union pour un mouvement populaire                       | 14.368      | 26,1        | 20.265      | 38,3        |
|                          | Éric Iorio                | FN – Front national                                           | 5.201       | 9,5         |             |             |
|                          | Jean Clarisse             | PCF – Parti communiste français                               | 4.805       | 8,7         |             |             |
|                          | Jean-Philippe Boonaert    | UDFD – Union pour la démocratie française/Mouvement démocrate | 3.385       | 6,2         |             |             |
|                          | Séverine Duval            | EXG – Ligue communiste révolutionnaire                        | 1.972       | 3,6         |             |             |
|                          | Jean-Louis Wattez         | VEC – Les Verts                                               | 1.518       | 2,8         |             |             |
|                          | Martine Lefebure-Thevenet | MPF – Mouvement pour la France                                | 1.295       | 2,4         |             |             |
|                          | Martine Bourlet           | CPNT – Chasse, pêche, nature, traditions                      | 1.022       | 1,9         |             |             |
|                          | Régis Scheenaerts         | EXG – Lutte Ouvrière                                          | 1.010       | 1,8         |             |             |
|                          | Murielle Richet           | ECO – Le Trèfle                                               | 1.004       | 1,8         |             |             |
|                          | Philippe Morin            | MAJ – Majorité présidentielle                                 | 906         | 1,6         |             |             |
| Gesamt                   | Gesamt                    | Gesamt                                                        | 54.962      | 100         | 52.860      | 100         |
|                          |                           |                                                               |             |             |             |             |
| Ungültige Stimmen        | Ungültige Stimmen         | Ungültige Stimmen                                             | 1.667       | 2,9         | 2.459       | 4,4         |
| Wähler                   | Wähler                    | Wähler                                                        | 56.629      | 58,6        | 55.319      | 57,2        |
| Wahlberechtigte          | Wahlberechtigte           | Wahlberechtigte                                               | 96.649      |             | 96.647      |             |
|                          |                           |                                                               |             |             |             |             |
| Quelle: Innenministerium |                           |                                                               |             |             |             |             |

## Seit 2010

### Wahlkreisgebiet
- Découpage électoral: Ordonnanz n° 2009-935 vom 29. Juli 2009[2] (Ratifikation: Gesetz n° 2010-165 vom 23. Februar 2010[3]) – Der Wahlkreis umfasst 6 Kantone: Carvin, Courrières, Hénin-Beaumont, Leforest, Montigny-en-Gohelle und Rouvroy.
- Redécoupage cantonal: Dekret vom 24. Februar 2014.[4]

### Ergebnisse

#### Parlamentswahl 2012
| Kandidaten               | Kandidaten            | Parteien                                       | 1. Wahlgang | 1. Wahlgang | 2. Wahlgang | 2. Wahlgang |
| Kandidaten               | Kandidaten            | Parteien                                       | Stimmen     | %           | Stimmen     | %           |
| ------------------------ | --------------------- | ---------------------------------------------- | ----------- | ----------- | ----------- | ----------- |
|                          | Philippe Kemelgewählt | SOC – Parti socialiste                         | 12.609      | 23,7        | 26.814      | 50,1        |
|                          | Marine Le Pen         | FN – Front national                            | 22.460      | 42,3        | 26.696      | 49,9        |
|                          | Jean-Luc Mélenchon    | FG – Front de gauche (Parti de gauche)         | 11.406      | 21,5        |             |             |
|                          | Jean Urbaniak         | CEN – Mouvement démocrate                      | 4.179       | 7,9         |             |             |
|                          | Marine Tondelier      | VEC – Europe Écologie Les Verts                | 849         | 1,6         |             |             |
|                          | Michel Vast           | DVD – Debout la République                     | 488         | 0,9         |             |             |
|                          | Murielle Richet       | ECO – Le Trèfle                                | 331         | 0,6         |             |             |
|                          | Nathalie Hubert       | EXG – Lutte Ouvrière                           | 330         | 0,6         |             |             |
|                          | Séverine Duval        | EXG – Nouveau Parti anticapitaliste            | 177         | 0,3         |             |             |
|                          | Michèle Dessenne      | EXG – M’PEP – PRCF                             | 94          | 0,2         |             |             |
|                          | Mohamed Bousnane      | AUT – Union pour la diversité et la solidarité | 85          | 0,2         |             |             |
|                          | Rachida Sahraoui      | PRV – Parti radical valoisien                  | 80          | 0,2         |             |             |
|                          | Pierre Rose           | EXG – Mouvement des objecteurs de croissance   | 61          | 0,1         |             |             |
|                          | Daniel Cuchiarro      | ECO – Unabh.                                   | 0           | 0,0         |             |             |
| Gesamt                   | Gesamt                | Gesamt                                         | 53.149      | 100         | 53.510      | 100         |
|                          |                       |                                                |             |             |             |             |
| Ungültige Stimmen        | Ungültige Stimmen     | Ungültige Stimmen                              | 975         | 1,8         | 2.173       | 3,9         |
| Wähler                   | Wähler                | Wähler                                         | 54.124      | 57,5        | 55.683      | 59,2        |
| Wahlberechtigte          | Wahlberechtigte       | Wahlberechtigte                                | 94.135      |             | 94.135      |             |
|                          |                       |                                                |             |             |             |             |
| Quelle: Innenministerium |                       |                                                |             |             |             |             |

#### Parlamentswahl 2017
| Kandidaten               | Kandidaten             | Parteien                             | 1. Wahlgang | 1. Wahlgang | 2. Wahlgang | 2. Wahlgang |
| Kandidaten               | Kandidaten             | Parteien                             | Stimmen     | %           | Stimmen     | %           |
| ------------------------ | ---------------------- | ------------------------------------ | ----------- | ----------- | ----------- | ----------- |
|                          | Marine Le Pengewählt   | RN – Rassemblement National          | 19.997      | 46,0        | 22.769      | 58,6        |
|                          | Anne Roquet            | REM – La République en marche        | 7.141       | 16,4        | 16.084      | 41,4        |
|                          | Philippe Kemel         | SOC – Parti socialiste               | 4.705       | 10,8        |             |             |
|                          | Jean-Pierre Carpentier | FI – La France insoumise             | 4.334       | 10,0        |             |             |
|                          | Hervé Poly             | COM – Parti communiste français      | 2.172       | 5,0         |             |             |
|                          | Alexandrine Pintus     | LR – Les Républicains                | 1.818       | 4,2         |             |             |
|                          | Marine Tondelier       | ECO – Europe Écologie Les Verts      | 1.542       | 3,5         |             |             |
|                          | Flore Lataste          | EXG – Lutte Ouvrière                 | 475         | 1,1         |             |             |
|                          | Rachid Ferahtia        | ECO – Mouvement 100 % (AÉI – Sonst.) | 456         | 1,0         |             |             |
|                          | Betty Leclercq         | DLF – Debout la France               | 346         | 0,8         |             |             |
|                          | Aude Lesage            | DIV – Union populaire républicaine   | 215         | 0,5         |             |             |
|                          | Vincent Caflers        | EXD – Les Indépendants               | 166         | 0,4         |             |             |
|                          | Jacques Nikonoff       | DVG – Parti de la démondialisation   | 85          | 0,2         |             |             |
| Gesamt                   | Gesamt                 | Gesamt                               | 43.452      | 100         | 38.853      | 100         |
|                          |                        |                                      |             |             |             |             |
| Leere Stimmzettel        | Leere Stimmzettel      | Leere Stimmzettel                    | 510         | 1,2         | 1.594       | 3,8         |
| Ungültige Stimmzettel    | Ungültige Stimmzettel  | Ungültige Stimmzettel                | 337         | 0,8         | 1.009       | 2,4         |
| Wähler                   | Wähler                 | Wähler                               | 44.299      | 46,7        | 41.456      | 43,7        |
| Wahlberechtigte          | Wahlberechtigte        | Wahlberechtigte                      | 94.917      |             | 94.924      |             |
|                          |                        |                                      |             |             |             |             |
| Quelle: Innenministerium |                        |                                      |             |             |             |             |

#### Parlamentswahl 2022
Da Marine Le Pen nicht die 25 % der Wahlberechtigten erreicht hatte, fand ein zweiter Wahlgang statt. 
| Kandidaten               | Kandidaten            | Parteien                                                                         | 1. Wahlgang | 1. Wahlgang | 2. Wahlgang | 2. Wahlgang |
| Kandidaten               | Kandidaten            | Parteien                                                                         | Stimmen     | %           | Stimmen     | %           |
| ------------------------ | --------------------- | -------------------------------------------------------------------------------- | ----------- | ----------- | ----------- | ----------- |
|                          | Marine Le Pengewählt  | RN – Rassemblement National                                                      | 21.219      | 54,0        | 22.303      | 61,0        |
|                          | Marine Tondelier      | NUP – Nouvelle union populaire écologique et sociale (Europe Écologie Les Verts) | 9.214       | 23,4        | 14.239      | 39,0        |
|                          | Alexandrine Pintus    | ENS – Ensemble ! (La République en marche)                                       | 4.846       | 12,3        |             |             |
|                          | Anne-Sophie Taszarek  | UDI – Union des démocrates et indépendants                                       | 1.382       | 3,5         |             |             |
|                          | Léa Caron             | ECO – Parti animaliste                                                           | 700         | 1,8         |             |             |
|                          | Dominique Gai         | DXG – Lutte Ouvrière                                                             | 592         | 1,5         |             |             |
|                          | Lahcen Raïss          | DIV – Union des démocrates musulmans français                                    | 555         | 1,4         |             |             |
|                          | Maxime Legrand        | RDG – Parti radical de gauche                                                    | 542         | 1,4         |             |             |
|                          | Gautier Weinmann      | DIV – République souveraine                                                      | 274         | 0,7         |             |             |
| Gesamt                   | Gesamt                | Gesamt                                                                           | 39.324      | 100         | 36.542      | 100         |
|                          |                       |                                                                                  |             |             |             |             |
| Leere Stimmzettel        | Leere Stimmzettel     | Leere Stimmzettel                                                                | 482         | 1,2         | 1.758       | 4,5         |
| Ungültige Stimmzettel    | Ungültige Stimmzettel | Ungültige Stimmzettel                                                            | 308         | 0,8         | 903         | 2,3         |
| Wähler                   | Wähler                | Wähler                                                                           | 40.114      | 42,6        | 39.203      | 41,6        |
| Wahlberechtigte          | Wahlberechtigte       | Wahlberechtigte                                                                  | 94.162      |             | 94.174      |             |
|                          |                       |                                                                                  |             |             |             |             |
| Quelle: Innenministerium |                       |                                                                                  |             |             |             |             |

#### Parlamentswahl 2024
| Kandidaten               | Kandidaten            | Parteien                                        | Stimmen | %    |
| ------------------------ | --------------------- | ----------------------------------------------- | ------- | ---- |
|                          | Marine Le Pengewählt  | RN – Rassemblement National                     | 32.681  | 58,0 |
|                          | Samira Laal           | UG – Nouveau Front populaire (Parti socialiste) | 14.666  | 26,0 |
|                          | Dorian Lamy           | ENS – Union des démocrates et indépendants      | 4.269   | 7,6  |
|                          | Michel Lanoy          | LR – Les Républicains                           | 2.676   | 4,8  |
|                          | Geoffrey Fournier     | REC – Reconquête                                | 813     | 1,4  |
|                          | Dominique Gai         | EXG – Lutte Ouvrière                            | 786     | 1,4  |
|                          | Gautier Weinmann      | DVG – République souveraine                     | 417     | 0,7  |
| Gesamt                   | Gesamt                | Gesamt                                          | 56.308  | 100  |
|                          |                       |                                                 |         |      |
| Leere Stimmzettel        | Leere Stimmzettel     | Leere Stimmzettel                               | 1.225   | 2,1  |
| Ungültige Stimmzettel    | Ungültige Stimmzettel | Ungültige Stimmzettel                           | 601     | 1,0  |
| Wähler                   | Wähler                | Wähler                                          | 58.134  | 61,7 |
| Wahlberechtigte          | Wahlberechtigte       | Wahlberechtigte                                 | 94.166  |      |
|                          |                       |                                                 |         |      |
| Quelle: Innenministerium |                       |                                                 |         |      |